# Tam Đảo (thị trấn)
Tam Đảo là một thị trấn thuộc huyện Tam Đảo, tỉnh Vĩnh Phúc, Việt Nam.

## Địa lý

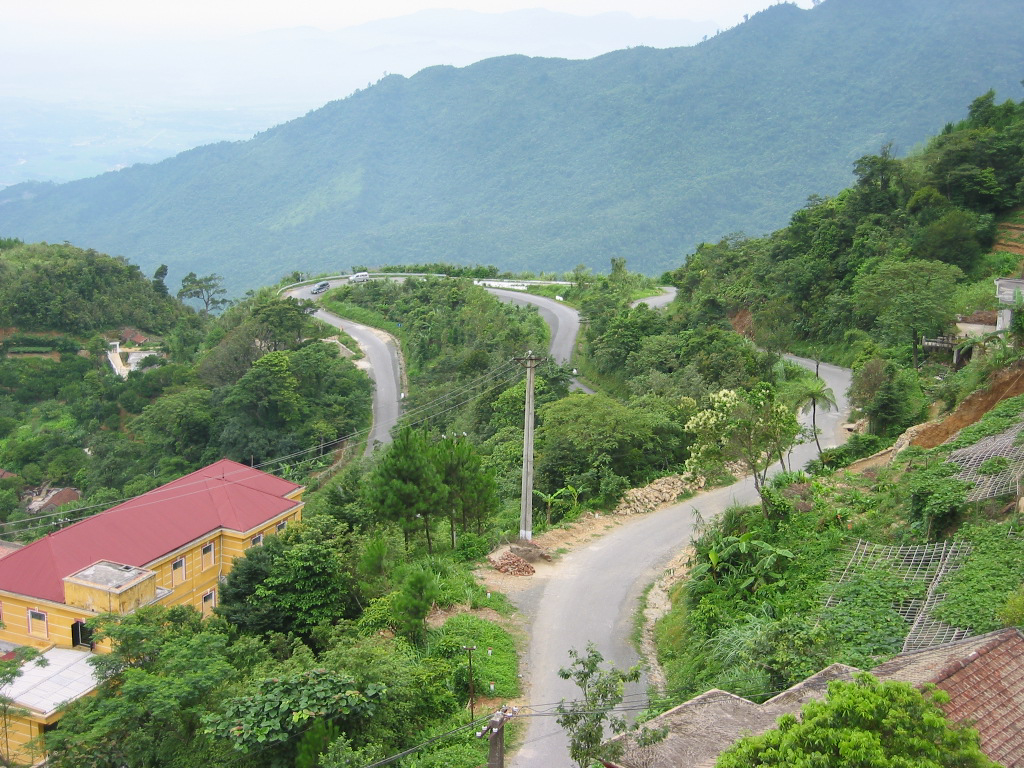
Đường lên thị trấn Tam Đảo

Thị trấn Tam Đảo nằm trên dãy núi Tam Đảo ở độ cao 900 m so với mực nước biển, có vị trí địa lý: 
- Phía đông giáp xã Minh Quang
- Phía tây và tây bắc giáp xã Tam Quan
- Phía nam giáp xã Hồ Sơn
- Phía bắc giáp tỉnh Thái Nguyên.

Tam Đảo là một thị trấn nhỏ, có diện tích 2,15 km², dân số năm 2019 là 734 người, mật độ dân số đạt 341 người/km².

## Lịch sử
Thị trấn Tam Đảo được hình thành từ thời Pháp thuộc. Trước năm 1966, Tam Đảo là một xã thuộc huyện Tam Dương.
Ngày 18 tháng 11 năm 1966, Hội đồng Chính phủ ban hành Quyết định số 198-CP về việc thành lập thị trấn Tam Đảo trực thuộc tỉnh Vĩnh Phúc.
Ngày 26 tháng 1 năm 1968, Ủy ban Thường vụ Quốc hội ra Nghị quyết số 504/NQ-QH về việc hợp nhất tỉnh Vĩnh Phúc và tỉnh Phú Thọ thành tỉnh Vĩnh Phú, thị trấn Tam Đảo thuộc tỉnh Vĩnh Phú.
Ngày 5 tháng 7 năm 1977, Hội đồng Chính phủ ban hành Quyết định số 178-CP sáp nhập thị trấn Tam Đảo vào thị xã Vĩnh Yên.
Ngày 9 tháng 12 năm 2003, Chính phủ ban hành Nghị định số 153/2003/NĐ-CP. Theo đó, chuyển thị trấn Tam Đảo về huyện Tam Đảo mới thành lập.
Tuy nhiên, thị trấn Tam Đảo không phải là huyện lỵ của huyện Tam Đảo; các cơ quan hành chính của huyện đóng tại thị trấn Hợp Châu.

## Hình ảnh

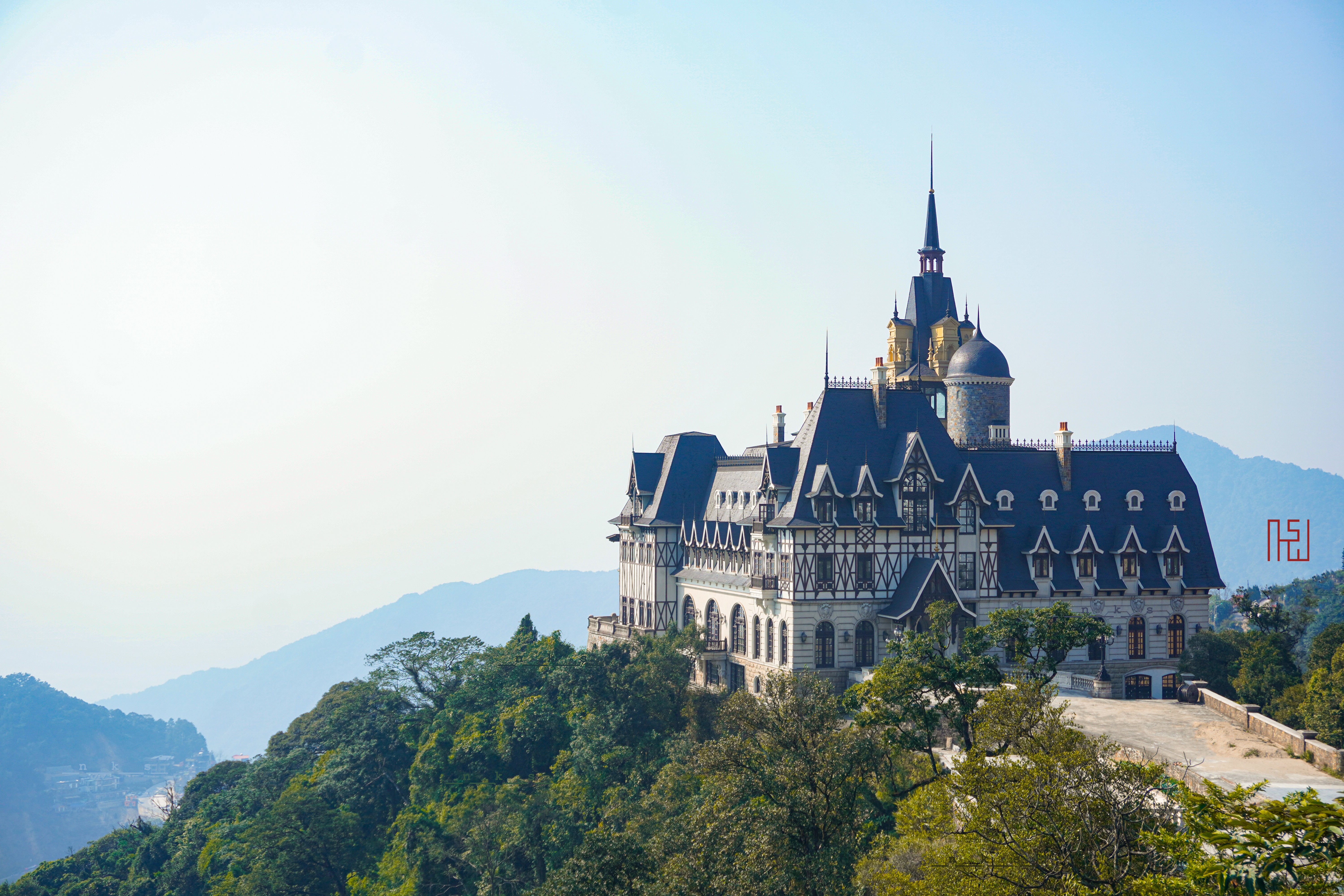
Lâu đài Tam Đảo
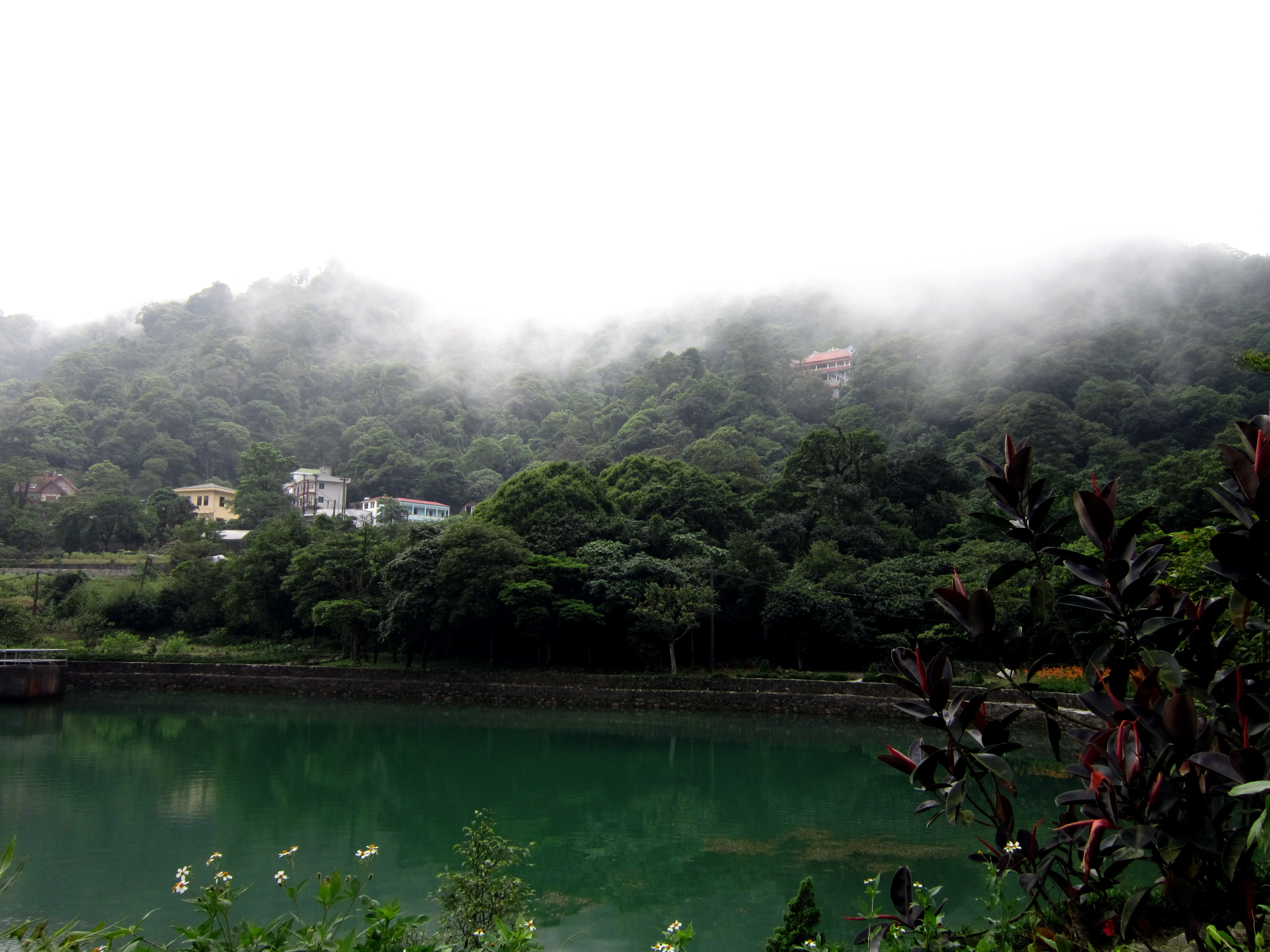
Hồ chứa nước Tam Đảo
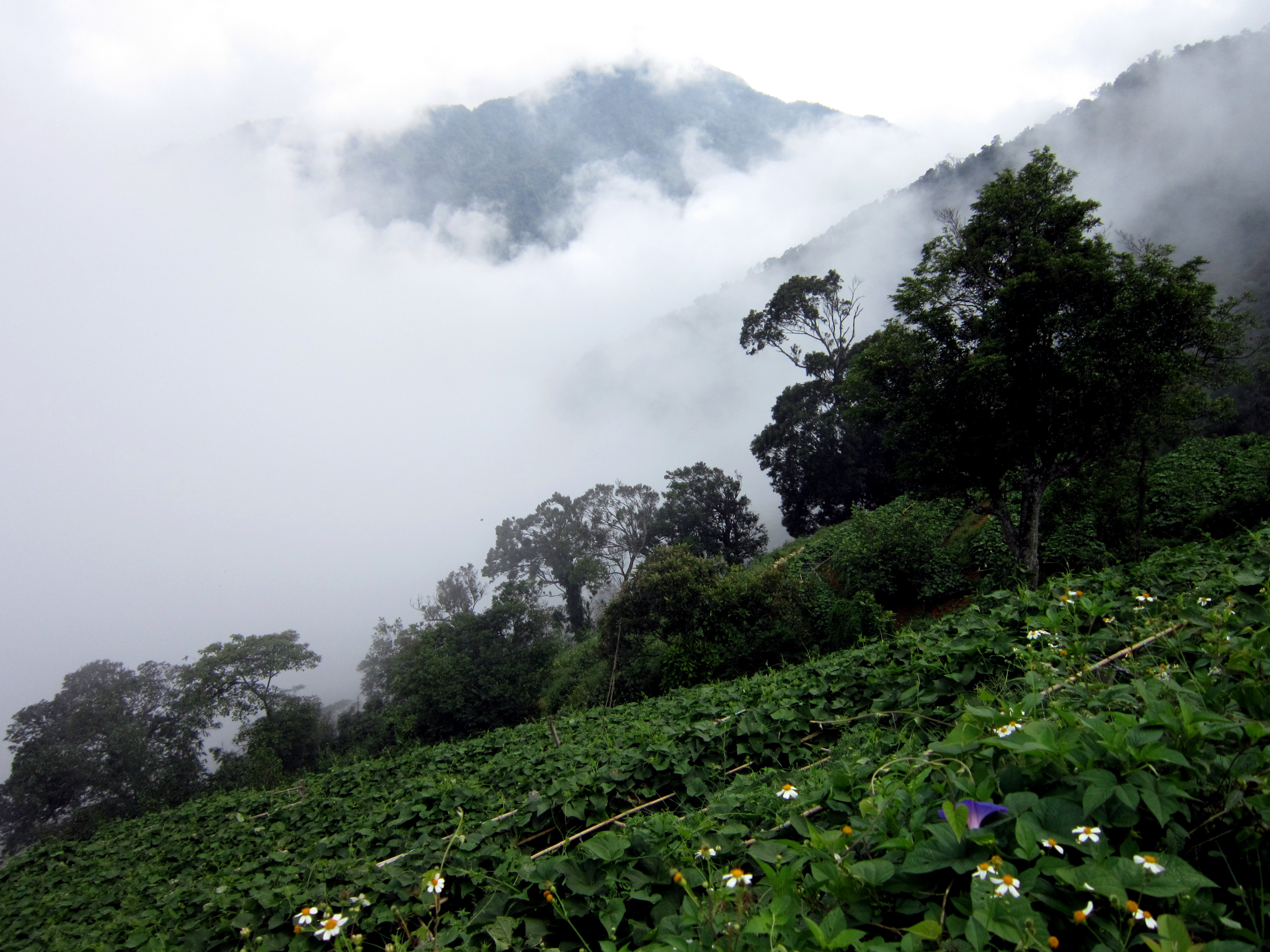
Su su được trồng nhiều trên Tam Đảo
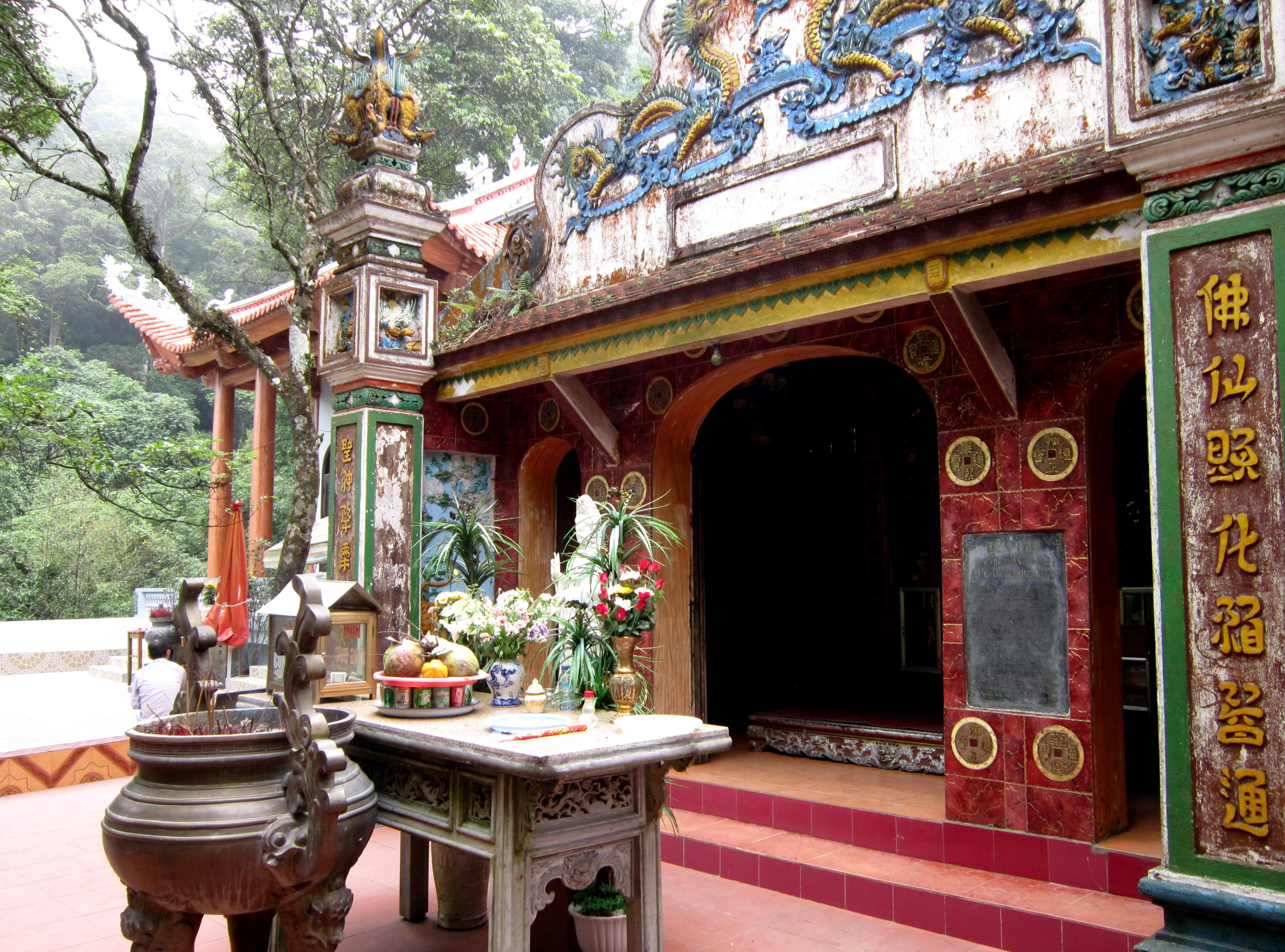
Đền Bà Chúa Thượng Ngàn trên đỉnh Thiên Thị ở Tam Đảo
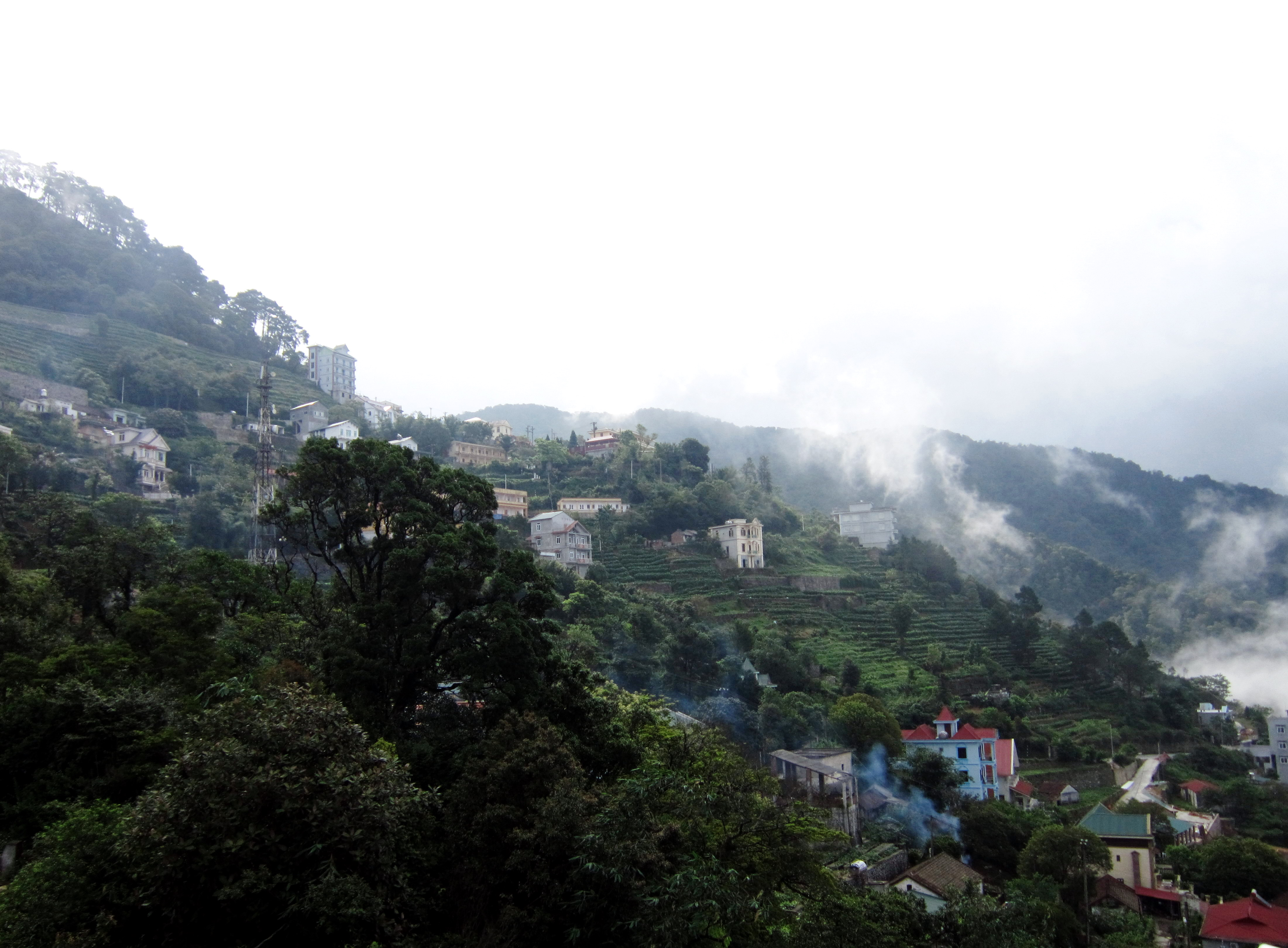
Thị trấn Tam Đảo
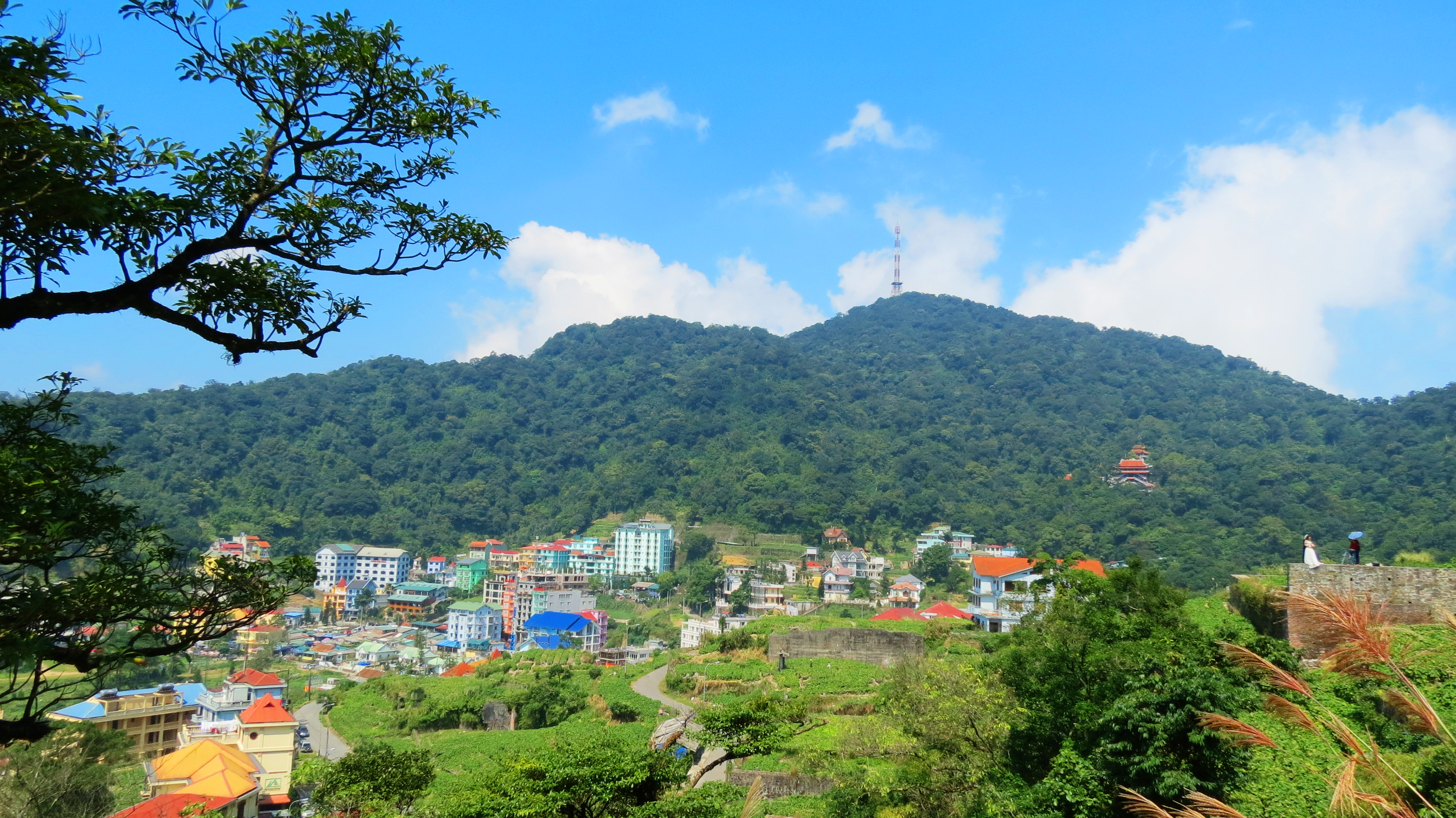
Thị trấn Tam Đảo